# Andronov (cráter)
Andronov es un pequeño cráter de impacto lunar que se encuentra en el exterior del borde suroeste de la llanura amurallada llamada Gagarin. Se localiza en el hemisferio sur de la cara oculta de la Luna, y no se puede ver directamente desde el Tierra. Justo al oeste de Andronov está el cráter Levi-Civita.
Andronov es una formación circular, en forma de cuenco con una pequeña plataforma central. Hay una pequeña huella de cráter en la pared interior norte. No presenta características singulares, siendo similar en apariencia a muchos otros cráteres pequeños que se encuentran en toda la superficie lunar.
Debe su nombre al físico e ingeniero ruso Aleksandr Andronov (1901-1952), especialista en radioastronomía.

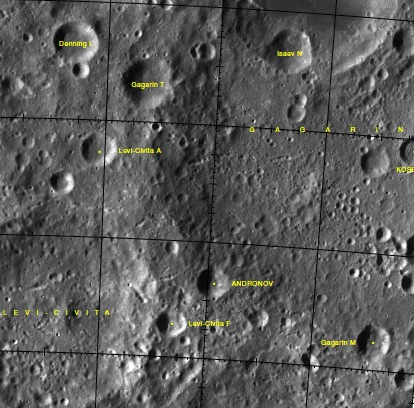
Plano lunar LAC-102